# فرودگاه انگولم – بری – چامپنیرس
فرودگاه انگولم – بری – چامپنیرس (به انگلیسی: Angoulême – Brie – Champniers Airport) (به زبان بومی: Aéroport d'Angoulême - Brie - Champniers) یک فرودگاه همگانی با کد یاتا ANG است که یک باند فرود آسفالت دارد و طول باند آن ۱۸۱۰ متر است. این فرودگاه در شهر آنگولم کشور فرانسه قرار دارد و در ارتفاع ۱۳۳ متری از سطح دریا واقع شده است.